# 1907 w filmie
Wydarzenia filmowe w 1907 roku.

## Wydarzenia
- 6 stycznia – w Düsseldorfie wyszedł pierwszy numer tygodnika "Der Kinematograph - Organ für die gesamte Projektionskunst" (czasopismo ukazywało się do 1934).
- 4 listopada – radni z Chicago zakazali scen obscenicznych i niemoralnych w filmach.

## Premiery
- Ben-Hur – reżyseria Sidney Olcott
- Hotel, w którym straszy (The Haunted Hotel, USA) – reżyseria James Stuart Blackton, wykonawca Paul Panzer

## Urodzili się
- 3 stycznia – Ray Milland, amerykański aktor (zm. 1986)
- 16 stycznia – Alexander Knox, aktor (zm. 1995)
- 20 stycznia – Barbara Stanwyck, aktorka (zm. 1990)
- 20 stycznia – Paula Wessely, aktorka (zm. 2000)
- 22 stycznia – Mary Dresselhuys, aktorka (zm. 2004)
- 15 lutego – Cesar Romero, aktor (zm. 1994)
- 22 lutego – Robert Young, aktor (zm. 1998)
- 11 marca – Jessie Matthews, aktorka, piosenkarka (zm. 1981)
- 19 marca – Kent Smith, aktor (zm. 1985)
- 3 kwietnia – Iron Eyes Cody, aktor (zm. 1999)
- 18 kwietnia – Miklós Rózsa, kompozytor muzyki filmowej (zm. 1995)
- 19 kwietnia – Lina Basquette, aktorka (zm. 1994)
- 29 kwietnia – Fred Zinnemann, reżyser (zm. 1997)
- 12 maja – Katharine Hepburn, aktorka (zm. 2003)
- 22 maja – Laurence Olivier, aktor (zm. 1989)
- 26 maja – John Wayne, aktor (zm. 1979)
- 4 czerwca – Rosalind Russell, aktorka (zm. 1976)
- 16 czerwca – Jack Albertson, aktor (zm. 1981)
- 24 czerwca – Martha Sleeper, aktorka (zm. 1987)
- 16 lipca – Barbara Stanwyck, aktorka (zm. 1990)
- 19 lipca – Isabel Jewell, aktorka (zm. 1972)
- 27 lipca – Ross Alexander, aktor (zm. 1937)
- 3 sierpnia – Adrienne Ames, aktorka (zm. 1947)
- 29 sierpnia – Lurene Tuttle, aktorka (zm. 1986)
- 15 września – Fay Wray, aktorka (zm. 2004)
- 29 września – Gene Autry, aktor (zm. 1998)
- 9 października – Jacques Tati, francuski aktor i reżyser (zm. 1982)
- 16 listopada – Burgess Meredith, amerykański aktor (zm. 1997)
- 21 grudnia – Zoja Fiodorowa, radziecka aktorka (zm. 1981)
- 22 grudnia – Peggy Ashcroft, aktorka (zm. 1991)